# دانیل سنه
دانیل سنه (فرانسوی: Daniel Senet‎؛ زادهٔ ۲۶ ژوئن ۱۹۵۳) وزنه‌بردار اهل فرانسه است.